# Kurt Sucksdorff
Kurt Sucksdorff   (Estocolm, 10 de maig de 1904 - Estocolm, 1 de gener de 1960) va ser un porter d'hoquei sobre gel suec que va competir durant les dècades de 1920 i 1930.
El 1928 va prendre part en els Jocs Olímpics de Sankt Moritz, on guanyà la medalla de plata en la competició d'hoquei sobre gel.
A nivell de clubs jugà amb l'IFK Stockholm entre 1922 i 1927, i amb l'IK Göta fins a 1934, quan es retirà. Amb aquest darrer equip guanyà la lliga sueca de 1928 a 1930.